# Ambergris Caye

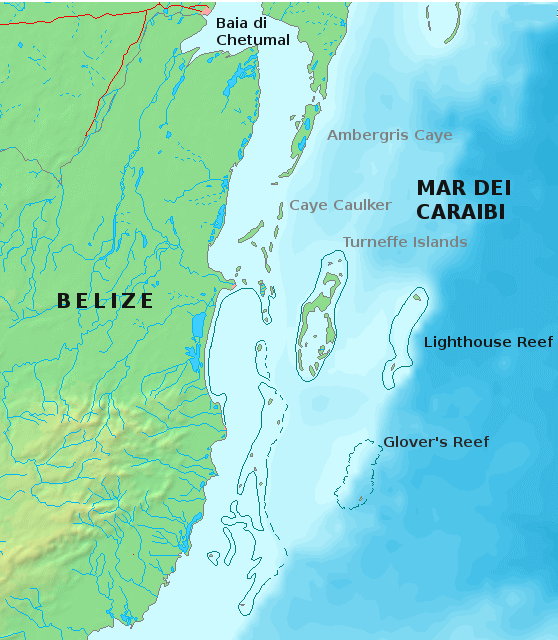
Localització d'Ambergris Caye a Belize

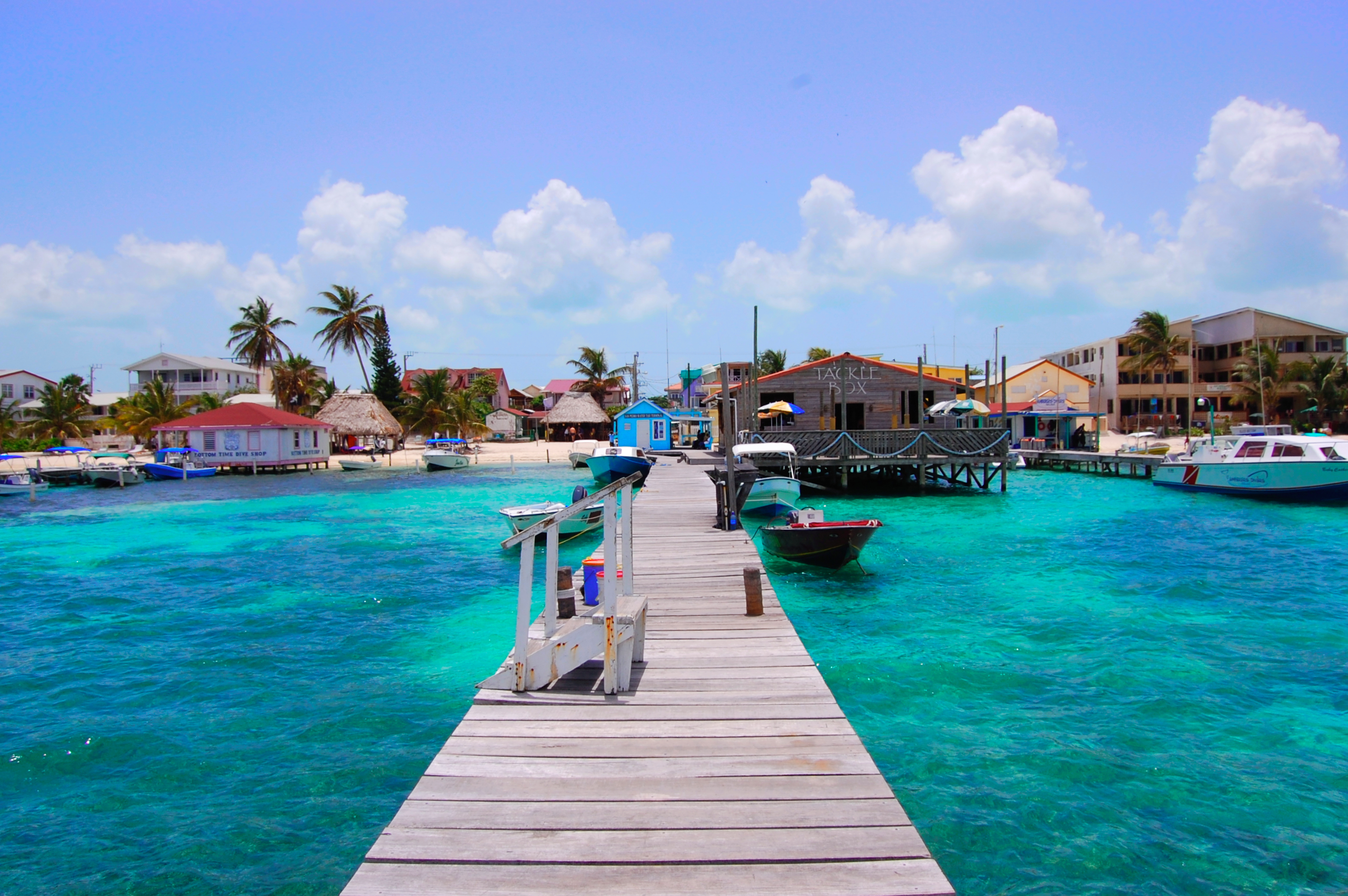
Platja de San Pedro, a Ambergris Caye

Ambergris Caye és l'illa més gran de Belize, situada al nord-est d'aquest país, prop de la frontera amb Mèxic en el mar Carib i que pertany administrativament al districte de Belize, té una superfície d'aproximadament 8km² i hi habiten prop de 2000 persones, la majoria concentrades a la localitat més gran, San Pedro, situada a l'extrem sud de l'illa.
L'illa està protegida de l'embat del mar per la segona barrera d'esculls més gran del món que també és una popular destinació turística, i que va merèixer el 1996 la classificació com a Patrimoni de la Humanitat de la Unesco.